# Juan Roldán (periodista)
Juan Roldán Ros (Málaga, 1942-Madrid, 25 de julio de 2015) fue un periodista español.

## Biografía
Licenciado en Derecho y graduado en Periodismo, su trayectoria profesional estuvo en principio vinculada a Televisión española (TVE). Antes de ingresar en la cadena de TV fue corresponsal de la Agencia Efe en Nueva York. Ya en TVE, asumió las corresponsalías de Washington y Londres. Posteriormente dirigiría el programa informativo Crónica de siete días.
Por otro lado, fue miembro de la redacción fundacional del Diario 16 (1976), del que fue Subdirector de la sección de Internacional y llega a convertirse, a finales de los años setenta en jefe de Prensa de Unión de Centro Democrático. En el último gobierno de UCD y siendo Eugenio Nasarre director general de RTVE, fue nombrado director de informativos de TVE, cargo que ejerció durante unos meses en 1982, hasta la llegada al ente de José María Calviño.
En ese momento, enero de 1983, se incorpora a la redacción del diario El País. Un año después llegaría a ser nombrado director de la posteriormente clausurada Radio El País. A finales de los años ochenta fue portavoz del Centro Democrático y Social y candidato por ese partido a las elecciones al Parlamento Europeo de 1989. Con posterioridad ha ejercido como comentarista de Internacional para la Cadena COPE. En 1992 presidió la Asociación de la Prensa de Madrid. Más adelante, durante el mandato de Marcelino Oreja (1995-1999) fue portavoz de la Comisaría de Asuntos Institucionales, Comunicación Audiovisual y Cultura, de la Comisión Europea.
Entre otros libros, ha publicado La nueva revolución americana y Un nuevo equilibrio de poder en la Unión Europea. En 2014 se le concedió el Premio Antena de Oro por su trayectoria profesional. Estuvo casado con la también periodista Curri Valenzuela.